# Akihiro Gōno
Akihiro Gōno (jap. 郷野聡寛 Gōno Akihiro; ur. 7 października 1974 w Higashikurumie) – japoński zawodnik mieszanych sztuk walki oraz kickbokser. Zawodnik m.in. Shooto, Pride Fighting Championships, Pancrase, Ultimate Fighting Championship czy World Victory Road.

## Kariera sportowa

### MMA
W MMA zadebiutował 23 kwietnia 1994 podczas corocznego turnieju Lumax Cup, przegrywając z Yasunori Okudą w pierwszej rundzie przez poddanie. W następnym roku doszedł do półfinału, ulegając w nim Eganowi Inoue, natomiast w 1996 odpadł już w ćwierćfinale. W latach 1996–2001 związany głównie z Shooto, notując bilans 5 zwycięstw, 5 porażek i 2 remisów. W tym czasie mierzył się m.in. z Amerykaninem Mattem Hughesem z którym przegrał oraz Brazylijczykiem Murilo Ruą z którym zremisował.
W 2001 przeszedł do Pancrase. Tamże rywalizował do końca 2004 gdzie uzyskał świetny bilans 10 wygranych pojedynków, jednej porażki (z Yūkim Kondō) i dwóch remisów (m.in. z Chaelem Sonnenem). Będąc jeszcze związanym z Pancrase, na początku 2004 podpisał kontrakt z ówcześnie największą na świecie organizacją MMA Pride Fighting Championships. W debiucie dla niej 15 lutego 2004 przegrał przez nokaut z Brazylijczykiem Maurício Ruą. W kolejnym pojedynku dla PRIDE pokonał członka rodziny Gracie Crosleya na punkty. Po tej wygranej został włączony do turnieju PRIDE 2005 Welterweight Grand Prix dochodząc ostatecznie do półfinału, w którym przegrał z utytułowanym zapaśnikiem Danem Hendersonem przez nokaut.
W 2006 wystartował w kolejnym Grand Prix organizowanym przez PRIDE, ponownie dochodząc do półfinału przegrywając w nim z Kanadyjczykiem Denisem Kangiem jednogłośnie na punkty. We wcześniejszych etapach turnieju Gono pokonywał na punkty Kubańczyka Hectora Lombarda oraz przez poddanie Ormianina Gegarda Mousasiego.
31 grudnia 2006 podczas sylwestrowej gali PRIDE FC Shockwave 2006 pokonał w rewanżu Yūkiego Kondō. Wygrana z Kondō była ostatnią w PRIDE, które w 2007 zostało kupione przez korporację Zuffa, właścicieli konkurencyjnego Ultimate Fighting Championship (UFC) i po niedługim czasie zamknięte. W tym samym roku przeszedł jak wielu czołowych zawodników do UFC, debiutując 17 listopada 2007 na gali UFC 78 w wygranym starciu z Tamdanem McCrorym którego poddał dźwignią na łokieć. Kariera Gono w USA nie trwała długo, gdyż po dwóch kolejnych porażkach z Danem Hardym i Jonem Fitchem w marcu 2009 został zwolniony z UFC.
Wróciwszy do Japonii związał się z World Victory Road, a 2 sierpnia 2009 stoczył pierwszy pojedynek dla niej, nieoczekiwanie przegrywając przez ciężki nokaut z Danem Hornbuckle. W latach 2009–2010 uzyskał bilans w WVR trzech zwycięstw (wliczając zwycięstwo na sylwestrowej gali Dynamite!! nad Hayato Sakuraiem) i jednej porażki z Jadambą Narantungalagiem. W latach 2012−2013 walczył w DEEP i Bellator FC przegrywając wszystkie trzy pojedynki z rzędu kolejno z Daisuke Nakamurą, Michaelem Chandlerem i Taisuke Okuno oraz notując remis z Yukim Okano. W 2014 wyjechał do Brazylii, wygrywając tamże dwa pojedynki na lokalnych galach.
7 lutego 2016 przegrał przez nokaut ze Słowakiem Miroslavem Štrbákiem na gali WSOF Global Championship 2.

### Kick-boxing
W trakcie kariery zawodnika MMA, startował również w kick-boxingu i dyscyplinach pokrewnych m.in. shoot boxingu, debiutując w styczniu 2005. 6 lutego 2005 został mistrzem All Japan Kickboxing Federation (AJKF) w wadze ciężkiej (do 72 kg), tytuł jednak szybko stracił bo miesiąc później w starciu z Yujim Sakuragim.
Do kickboxingu wrócił w 2011. 29 maja 2011 wygrał czteroosobowy turniej Thai Fight. 7 sierpnia 2011 przegrał na gali Thai Fight Extreme z ówczesnym mistrzem It’s Showtime Francuzem Yohanem Lidonem na punkty. W 2012 przegrywał dwukrotnie w formule shoot boxingu po czym ponownie zawiesił karierę kickboxerską. W 2015 skupił się ponownie na kicku, pokonując 22 marca 2015 Juna Hirayamę. Do końca 2015 stoczył jeszcze cztery pojedynki, wszystkie wygrane oraz zwyciężył w turnieju Hero Legends.

## Osiągnięcia
Mieszane sztuki walki:
- 2005: PRIDE 2005 Welterweight Grand Prix – półfinalista turnieju wagi półśredniej
- 2006: PRIDE 2006 Welterweight Grand Prix – półfinalista turnieju wagi półśredniej

Kick-boxing:
- 2005: mistrz AJKF w wadze ciężkiej (+72 kg)
- 2011: Thai Fight – 1. miejsce
- 2015: Hero Legend Asian Championship – 1. miejsce w kat. 72 kg